# Vordernberg
Vordernberg är en ort och kommun i Österrike. Den ligger i distriktet Leoben i förbundslandet Steiermark.